# ويليام بورغس (سياسي)
ويليام بورغس (بالإنجليزية: William Burgess)‏ هو سياسي أسترالي، ولد في 21 مايو 1847 في هوبارت في أستراليا، وتوفي في 1 مايو 1917. حزبياً، نشط في Liberal Party (Australia, 1909) ‏. وقد انتخب عضو مجلس نواب تسمانيا.